# Lotte Friis
Lotte Friis (Blovstrød, 9 de fevereiro de 1988) é uma nadadora dinamarquesa, medalhista olímpica e especialista em provas de fundo.
Foi campeã europeia em piscina semiolímpica (25 metros) de 2007 nos 800 metros livres.
Conquistou a medalha de bronze na prova dos 800 metros livre nos Jogos Olímpicos de Verão de 2008, e o título mundial no Campeonato Mundial de Esportes Aquáticos de 2009 na mesma prova, além de conseguir a medalha de prata na prata na prova dos 1500 metros livre na mesma competição.